# Dakowy Mokre
Dakowy Mokre is een plaats in het Poolse district  Nowotomyski, woiwodschap Groot-Polen. De plaats maakt deel uit van de gemeente Opalenica en telt 509 inwoners.